# Cruria donovani
Cruria donovani är en fjärilsart som beskrevs av Jean Baptiste Boisduval 1832. Cruria donovani ingår i släktet Cruria och familjen nattflyn. Inga underarter finns listade i Catalogue of Life.